# Falkenberg (Hoher Fläming)
Falkenberg ist eine wüste Feldmark nördlich von Reetz, einem Ortsteil der Gemeinde Wiesenburg/Mark im Landkreis Potsdam-Mittelmark in Brandenburg.

## Geschichte
Die erste urkundliche Erwähnung stammt aus dem Jahr 1388 als ffalkenberg. Die Dorfstätte war zu dieser Zeit vermutlich schon wüst gefallen. Sie kam vor 1487 bis 1755 in den Besitz der Brandt von Lindau. In dieser Zeit bewirtschaftete im Jahr 1592 ein Hufner aus Reetz drei Felder Acker in Falckenbergk wüste. Der Zehnt fiel in den Jahren 1534, 1555 und 1575 an den Pfarrer in Reetz. Zum Ende des 16. Jahrhunderts erschien die Bezeichnung das feldt heist falckenbergk in den Akten. Von 1755 bis 1765 waren die von Watzdorf im Besitz der Feldmark, anschließend übernahmen von 1765 bis 1846 die Trotta genannt Treyden die Fläche, die sie 1846 an die Familie Goldacker weitergaben. Sie wurde nicht wieder besiedelt und ging im Mahlsdorfer Forst auf.